# عين الحمراء
عين الحمراء هي إحدى القرى المحتلة والمدمرة التابعة لمحافظة القنيطرة في هضبة الجولان بجنوب غرب سوريا.
قرية تتبع ناحية قرى مركز و منطقة القنيطرة، محافظة القنيطرة (157ن - 1020 م). تقع في أرض بركانية على السفح الشمالي الشرقي (لتل الشيخة 1200م) شمال وادي عين الحمرا على بعد (10) كم إلى الشمال الغربي لمدينة القنيطرة. يزرع سكانها بعلاً الحبوب والبقول وفيها أشجار الكرمة والتين، ويربون الأغنام والأبقار، ويعمل بعضهم في صناعة البسط و الحصر ومشتقات الألبان. تشرب من مياه قرية بيت جن. تتبعها مزارع : جياع - أم العظام – المشيرفة.